# Саприкіна Оксана
Окса́на Сапри́кіна (* 1978) — українська велогонщиця.

## З життєпису
Станом на 1999 рік представляла команду СКА-ШВСМ Одеської області
Учасниця літніх Олімпійських ігор-2000.
- 1996
  - Срібна медаль, Кубок світу — срібний призер чемпіонату світу з шосе серед юніорів
  - 10-те місце в чемпіонаті світу серед юніорів
- 1998

5-те місце Чемпіонат Європи з шосейного велосипеду 1998
- 1999
  - Чемпіонат Європи з шосейного велосипеду 1999 — срібна медаль,
  - 3-тє місце в GP Carnevale d'Europa
- 2000
  - Чемпіонка України з велоперегонів на шосе

Tour d'Italie
- 1996: 62-га
- 1997: 91-ша
- 1998: 66-та
- 1999: 23-тя
- 2000: 21-ша

La Grande Boucle
- 2000: 45-та